# Ismael Silva
Ismael Silva Lima (* 1. Dezember 1994 in Rio de Janeiro) ist ein brasilianischer Fußballspieler.

## Karriere
Silva spielte ab der Saison 2012 für den Crateús EC. Für Crateús kam er in jener Saison zu neun Einsätzen in der Staatsmeisterschaft von Ceará. Zur Saison 2013 wechselte er nach Schweden zum Kalmar FF. Im März 2013 debütierte er für Kalmar in der Allsvenskan, als er am ersten Spieltag jener Saison gegen den Syrianska FC in der Nachspielzeit für Jonathan McDonald eingewechselt wurde. In seiner ersten Spielzeit in Schweden kam der Mittelfeldspieler zu 24 Einsätzen in der Allsvenskan, in denen er drei Tore erzielte. In der Saison 2014 war er unumstrittener Stammspieler bei Kalmar, ehe eine Verletzung ihn im August 2014 ausbremste und ihn zu einer mehrmonatigen Pause verdammte, erst am letzten Spieltag der Spielzeit im November 2014 gab er sein Comeback. In der Saison 2014 kam er insgesamt zu 19 Erstligaeinsätzen für Kalmar.
Wieder vollständig genesen kam Silva in der Saison 2015 dauerhaft im defensiven Mittelfeld Kalmars zum Einsatz und machte 27 Partien in der höchsten schwedischen Spielklasse. In der Spielzeit 2016 verpasste er gar nur ein Spiel gesperrt und kam auf 29 Saisoneinsätze. Zu Beginn der Saison 2017 fiel der Brasilianer aufgrund einer Knie-Operation länger aus, sein Comeback gab er im Mai 2017.
Nach sieben Saisoneinsätzen wechselte er im August 2017 nach Russland zu Achmat Grosny. In der Saison 2017/18 kam er zu 24 Einsätzen für die Tschetschenen in der Premjer-Liga und machte dabei drei Tore. In der Saison 2018/19 war er im Mittelfeld Grosnys absolut gesetzt und verpasste lediglich eines der 30 Saisonspiele gesperrt, wie auch in der Saison 2019/20. In der Saison 2020/21 kam er zu 26 Einsätzen in der Premjer-Liga.
Zur Saison 2021/22 wechselte Silva nach Saudi-Arabien zum al-Faisaly FC. Für al-Faisaly kam er zu 27 Einsätzen in der Saudi Professional League, aus der er mit dem Team aber zu Saisonende abstieg. Im Februar 2023 löste er seinen Vertrag in Saudi-Arabien auf. Nach eineinhalb Jahren ohne Klub kehrte er im Juli 2024 nach Grosny zurück.